# (38431) 1999 RR232
1999 RR232 (asteroide 38431) é um asteroide da cintura principal. Possui uma excentricidade de 0.12775890 e uma inclinação de 9.95770º.
Este asteroide foi descoberto no dia 8 de setembro de 1999 por CSS em Catalina.